# A budapesti Kerepesi út épületeinek listája
Az alábbi lista a budapesti Kerepesi út épületeit mutatja be. Az üres telkek kék színnel kiemelve jelennek meg a listában.

### 1-10.
| Kép | Szám  | Név               | Építés ideje             | Tervező                    | Stílus                                | Megjegyzés                                                    |
| --- | ----- | ----------------- | ------------------------ | -------------------------- | ------------------------------------- | ------------------------------------------------------------- |
|     | 1-5.  | „Nyolcház”        | 1880-as évek             | Rochlitz Gyula             | historizáló–eklektikus                | MÁV dolgozók részére épült, 8 lakóépületből álló kisebb telep |
|     | 2-20. | Keleti pályaudvar | 1884-től több részletben | Rochlitz Gyula, majd mások | historizáló–eklektikus, később modern |                                                               |
|     | 7.    | Nemzeti Lovarda   |                          |                            |                                       |                                                               |
|     | 9.    | Arena Mall        | 2006–2007                |                            | modern                                | Korábban a Kerepesi úti ügetőpálya volt a helyén.             |

### 11-20.
| Kép | Szám    | Név                                      | Építés ideje          | Tervező | Stílus                                | Megjegyzés                                         |
| --- | ------- | ---------------------------------------- | --------------------- | ------- | ------------------------------------- | -------------------------------------------------- |
|     | 13.     | Taurus Gumiipari Vállalat                | 1882-től több ütemben |         | historizáló–eklektikus, később modern | Épületeinek nagy részét 2017–2018-ban elbontották. |
|     | 13.     | Főtaxi székház                           | 1913                  |         | historizáló–eklektikus                |                                                    |
|     | 15. (?) | lakóház kis melléképülettel              |                       |         | MÁV típusépület                       |                                                    |
|     | 19-25.  | a Fővárosi Csatornázási Művek telephelye |                       |         |                                       |                                                    |

### 21-30.
| Kép | Szám    | Név                                              | Építés ideje         | Tervező             | Stílus                 | Megjegyzés                                                                   |
| --- | ------- | ------------------------------------------------ | -------------------- | ------------------- | ---------------------- | ---------------------------------------------------------------------------- |
|     | 22.     | OMV benzinkút                                    |                      |                     |                        |                                                                              |
|     | 22.     | trolibuszvégállomás                              | 20. sz.              |                     | modern                 |                                                                              |
|     | 22.     | METRO?-üzemi épületek                            | 20. sz.              |                     | modern                 |                                                                              |
|     | 22.     | Puskás Ferenc Stadion metróállomás lejáróépülete |                      |                     |                        |                                                                              |
|     | 24.     | háromemeletes bérház                             | 19. sz.              |                     | historizáló–eklektikus |                                                                              |
|     | 26.     | Jungfer lakatosüzem épületei                     | 1914                 | Kallina Géza Sándor | népies szecesszió      |                                                                              |
|     | 27. (?) | négyemeletes irodaház                            | 20. sz. második fele |                     | modern                 |                                                                              |
|     | 28.     | háromemeletes lakóház                            | 20. sz.              |                     | modern                 |                                                                              |
|     | 29.     | Metrober irodaház                                |                      |                     |                        | A területen állt egy Hajléktalanok menhelye (Gerstenberger Ágost Emil, 1940) |
|     | 30.     | háromemeletes lakóház                            | 20. sz.              |                     | modern                 |                                                                              |

### 31-40.
| Kép | Szám   | Név                           | Építés ideje | Tervező         | Stílus                   | Megjegyzés |
| --- | ------ | ----------------------------- | ------------ | --------------- | ------------------------ | ---------- |
|     | 31.    | Lisieux-i Szent Teréz-templom | 1928         | Petrovácz Gyula | neoeklektikus (neoromán) |            |
|     | 32.    | háromeletes lakóház           | 20. sz.      |                 | modern                   |            |
|     | 33.    | Fecsegő Tipegő Bölcsöde       |              |                 |                          |            |
|     | 34.    | hatemeletes lakóház           |              |                 | modern                   |            |
|     | 35-39. | Arena Corner irodaház         |              |                 |                          |            |
|     | 36.    | egyemeletes lakóház           |              |                 |                          |            |
|     | 38.    | háromemeletes lakóház         | 19. sz.      |                 | historizáló–eklektikus   |            |
|     | 40.    | egyemeletes lakóház           | 19. sz.      |                 | historizáló–eklektikus   |            |

### 41-50.
| Kép | Szám   | Név                              | Építés ideje | Tervező | Stílus                 | Megjegyzés                                    |
| --- | ------ | -------------------------------- | ------------ | ------- | ---------------------- | --------------------------------------------- |
|     | 42-46. | Shell benzinkút                  |              |         | modern                 |                                               |
|     | 42-46. | Burger King gyorsétterem         | 1990-es évek |         | modern                 |                                               |
|     | 47-53. | Ferenc József lovassági laktanya | 1884–1886    |         | historizáló–eklektikus | A területet a Készenléti Rendőrség használja. |
|     | 50.    | kétemeletes lakóház              |              |         |                        |                                               |

### 51-60.
| Kép | Szám    | Név                                                     | Építés ideje     | Tervező | Stílus          | Megjegyzés |
| --- | ------- | ------------------------------------------------------- | ---------------- | ------- | --------------- | ---------- |
|     | 52.     | Abacus Medicine irodaház                                | 1990-es évek (?) |         | kortársi modern |            |
|     | 54.     | négyemeletes lakóház                                    | 20. sz. eleje    |         | szecessziós     |            |
|     | 55-59.  | M2-es metróvonal telephelye, Örs vezér téri végállomása |                  |         |                 |            |
|     | 56.     | négyemeletes lakóház                                    | 20. sz.          |         | modern          |            |
|     | 56.     | háromemeletes lakóház                                   | 20. sz.          |         | modern          |            |
|     | 58.     | földszintes lakóház                                     | 20. sz.          |         | modern          |            |
|     | 60. (?) | ipari terület                                           |                  |         |                 |            |

### 61-70.
| Kép | Szám       | Név                                          | Építés ideje         | Tervező                      | Stílus                   | Megjegyzés |
| --- | ---------- | -------------------------------------------- | -------------------- | ---------------------------- | ------------------------ | ---------- |
|     | 61-63.     | Árkád                                        | 2001–2002            |                              | kortársi modern          |            |
|     | 62 (?)-74. | üres telek, park                             |                      |                              |                          |            |
|     | 65.        | üres telek, park                             |                      |                              |                          |            |
|     | 67.        | Kerepesi úti háziorvosi rendelő              | 20. sz. második fele |                              | modern                   |            |
|     | 69.        | Rákosfalvai Református Egyházközség temploma | 1928–1929            | Hoffer Imre és Frecska János | neoeklektikus (neoromán) |            |

### 71-80.
| Kép | Szám     | Név                     | Építés ideje | Tervező | Stílus | Megjegyzés |
| --- | -------- | ----------------------- | ------------ | ------- | ------ | ---------- |
|     | 71.      | üres telek, park        |              |         |        |            |
|     | 73.      | OMV benzinkút           |              |         |        |            |
|     | 73.      | McDonalds' gyorsétterem |              |         |        |            |
|     | 75.      | egyemeletes lakóház     |              |         |        |            |
|     | 76-80/c. | lakótelep               | 1950-es évek |         |        |            |
|     | 77.      | egyemeletes lakóház     |              |         |        |            |
|     | 79.      | üres telek, park        |              |         |        |            |

### 81-90.
| Kép | Szám    | Név                                          | Építés ideje    | Tervező         | Stílus                 | Megjegyzés |
| --- | ------- | -------------------------------------------- | --------------- | --------------- | ---------------------- | ---------- |
|     | 81.     | vámház                                       | 1890-es évek    |                 | historizáló–eklektikus |            |
|     | 82-88.  | SUGÁR Üzletközpont                           | 1975–1980       | BUVÁTI-vállalat | modern                 |            |
|     | 85.     | autókereskedés                               |                 |                 |                        |            |
|     | 87.     | Central European University Residence Center |                 |                 |                        |            |
|     | 89.     | AVIA benzinkút                               |                 |                 |                        |            |
|     | 90-100. | kisebb lakótelep                             | 20. sz. második |                 | modern                 |            |

### 91-100.
| Kép | Szám    | Név                 | Építés ideje | Tervező | Stílus | Megjegyzés |
| --- | ------- | ------------------- | ------------ | ------- | ------ | ---------- |
|     | 91.     | földszintes lakóház |              |         |        |            |
|     | 93.     | földszintes lakóház |              |         |        |            |
|     | 95.     | földszintes lakóház |              |         |        |            |
|     | 97-103. | földszintes lakóház |              |         | modern |            |

### 101-110.
| Kép | Szám         | Név                          | Építés ideje | Tervező | Stílus | Megjegyzés |
| --- | ------------ | ---------------------------- | ------------ | ------- | ------ | ---------- |
|     | 102.         | háromemeletes lakóház        |              |         | modern |            |
|     | 104.         | háromemeletes lakóház        |              |         | modern |            |
|     | 105-111.     | Ford Petrányi autókereskedés | 1992 (?)     |         |        |            |
|     | 106-118. (?) | üres telek, park             |              |         |        |            |

### 111-120.
| Kép | Szám     | Név                           | Építés ideje | Tervező | Stílus | Megjegyzés |
| --- | -------- | ----------------------------- | ------------ | ------- | ------ | ---------- |
|     | 113.     | gépkölcsönző telephely        |              |         |        |            |
|     | 115-117. | Házak Áruháza bútorbolt       |              |         |        |            |
|     | 119.     | Kwik Fit (Speedy) autószervíz |              |         |        |            |
|     | 120. (?) | háromemeletes lakóház         |              |         |        |            |

### 121-130.
| Kép | Szám         | Név                                  | Építés ideje         | Tervező | Stílus | Megjegyzés                                                                            |
| --- | ------------ | ------------------------------------ | -------------------- | ------- | ------ | ------------------------------------------------------------------------------------- |
|     | 121.         | üres telek, Nagyicce kiserdő         |                      |         |        |                                                                                       |
|     | 122. (?)     | háromemeletes lakóház                |                      |         |        |                                                                                       |
|     | 123.         | autókereskedés                       |                      |         |        | A páratlan oldal utolsó telke. Ezt követően a Kerepesi út Veres Péter úttá alakul át. |
|     | 124-126. (?) | Neumann János Informatikai Technikum |                      |         |        |                                                                                       |
|     | 128-140.     | lakótelep                            | 20. sz. második fele |         | modern |                                                                                       |

### 131-140.
| Kép | Szám | Név | Építés ideje | Tervező | Stílus | Megjegyzés |
| --- | ---- | --- | ------------ | ------- | ------ | ---------- |

- ld. fentebb a lakótelepet

### 141-150.
| Kép | Szám     | Név               | Építés ideje | Tervező | Stílus | Megjegyzés |
| --- | -------- | ----------------- | ------------ | ------- | ------ | ---------- |
|     | 142-152. | üres telkek, park |              |         |        |            |

### 151-160.
| Kép | Szám     | Név                 | Építés ideje         | Tervező | Stílus | Megjegyzés |
| --- | -------- | ------------------- | -------------------- | ------- | ------ | ---------- |
|     | 154/a.   | kétemeletes lakóház | 20. sz. második fele |         | modern |            |
|     | 154/b.   | kétemeletes lakóház | 20. sz. második fele |         | modern |            |
|     | 154/c.   | kétemeletes lakóház | 20. sz. második fele |         | modern |            |
|     | 154/d.   | kétemeletes lakóház | 20. sz. második fele |         | modern |            |
|     | 156-162. | üres telkek         |                      |         |        |            |

### 161-170.
| Kép | Szám     | Név                     | Építés ideje         | Tervező | Stílus | Megjegyzés |
| --- | -------- | ----------------------- | -------------------- | ------- | ------ | ---------- |
|     | 164-174. | Egyenes utcai lakótelep | 20. sz. második fele |         | modern |            |

### 171-180.
| Kép | Szám | Név                 | Építés ideje         | Tervező | Stílus | Megjegyzés |
| --- | ---- | ------------------- | -------------------- | ------- | ------ | ---------- |
|     | 176. | autókereskedés      |                      |         |        |            |
|     | 178. | egyemeletes lakóház | 20. sz. második fele |         | modern |            |
|     | 180. | egyemeletes lakóház | 20. sz. második fele |         | modern |            |

### 181-190.
| Kép | Szám | Név                 | Építés ideje         | Tervező | Stílus | Megjegyzés |
| --- | ---- | ------------------- | -------------------- | ------- | ------ | ---------- |
|     | 182. | egyemeletes lakóház | 20. sz. második fele |         | modern |            |
|     | 184. | egyemeletes lakóház | 20. sz. második fele |         | modern |            |
|     | 186. | egyemeletes lakóház | 20. sz. második fele |         | modern |            |
|     | 188. | egyemeletes lakóház | 20. sz. második fele |         | modern |            |
|     | 190. | egyemeletes lakóház | 20. sz. második fele |         | modern |            |

### 191-200.
| Kép | Szám | Név                 | Építés ideje         | Tervező | Stílus | Megjegyzés |
| --- | ---- | ------------------- | -------------------- | ------- | ------ | ---------- |
|     | 192. | földszintes lakóház |                      |         |        |            |
|     | 194. | földszintes lakóház |                      |         |        |            |
|     | 196. | földszintes lakóház |                      |         |        |            |
|     | 198. | egyemeletes lakóház | 20. sz. második fele |         | modern |            |
|     | 200. | egyemeletes lakóház | 20. sz. második fele |         | modern |            |

### 201-204.
| Kép | Szám     | Név                          | Építés ideje | Tervező | Stílus | Megjegyzés                                                                         |
| --- | -------- | ---------------------------- | ------------ | ------- | ------ | ---------------------------------------------------------------------------------- |
|     | 202.     | földszintes lakóház          |              |         |        |                                                                                    |
|     | 204. (?) | üres telek, Nagyicce kiserdő |              |         |        | A páros oldal utolsó telke. Ezt követően a Kerepesi út Veres Péter úttá alakul át. |

## Egyéb irodalom, hivatkozások
- Budapest lexikon. Főszerk. Berza László. 2. bőv., átdolg. kiad. Budapest, 1993. Akadémiai K. ISBN 9630564092
- Budapest teljes utcanévlexikona. Szerk. Ráday Mihály. (hely nélkül): Sprinter. 2003.  ISBN 963 9469 06 8
- Déry Attila: Pest építészeti topográfiája III. VI–VII. kerület, Terézváros-Erzsébetváros. Budapest, 2006.
- Google térkép adatai
- Openstreetmap térkép adatai
- Gerle János – Kovács Attila – Makovecz Imre: A századforduló magyar építészete. Szépirodalmi Könyvkiadó, Budapest, 1990, ISBN 963-15-4278-5
- Fodor Béla (szerk.): Zuglói lexikon, Budapest, 2009